# Efé (mytologi)
Efé var hos pygméfolket i Afrika den förste mannen. Efé företräder också den tid då gud och jorden var nära förbundna med varandra.